# (601) Nerthus
(601) Nerthus est un astéroïde de la ceinture principale découvert par Max Wolf le 21 juin 1906. Il a été ainsi baptisé en référence à Nerthus, déesse germanique de la fertilité.